# Eding Sport FC
Der Eding Sport Football Club de la Lékié, auch einfach nur Eding Sport FC, ist ein 2012 gegründeter kamerunischer Fußballverein aus Lekié. Aktuell spielt der Verein in der zweiten Liga, der MTN Elite Two.

## Erfolge
- Kamerunischer Meister: 2017
- Kamerunischer Pokalsieger: 2018

## Stadion
Der Verein trägt seine Heimspiele im Stade de Ngoa Ekélé in Yaoundé aus. Das Stadion hat ein Fassungsvermögen von 5000 Personen.

## Trainerchronik
| Trainer             | Nation  | von         | bis       |
| ------------------- | ------- | ----------- | --------- |
| Bonaventure Djonkep | Kamerun | Januar 2018 | März 2019 |
| Birwé Minkréo       | Kamerun | März 2019   | heute     |